# Fiesta Bowl 2021
Match précédent Match suivant
Le Fiesta Bowl 2021 est un match de football américain de niveau universitaire joué après la saison régulière de 2020, le 2 janvier 2021 au State Farm Stadium de Glendale dans l'État de Arizona aux États-Unis. 
Il s'agit de la 50e édition du Fiesta Bowl.
Le match met en présence l'équipe des Ducks de l'Oregon issue de la Pacific-12 Conference et l'équipe des Cyclones d'Iowa State issue de la Big 12 Conference.
Il a débuté vers 16 heures locales et a été retransmis à la télévision par ESPN. À la suite de la pandémie de Covid-19, le match est joué sans public, seules les familles des joueurs ayant été autorisées à y assister
Sponsorisé par la société PlayStation, le match est officiellement dénommé le 2021 PlayStation Fiesta Bowl.
Iowa State gagne le match sur le score de 34 à 17.

## Présentation du match
Il s'agit de la première rencontre entre ces deux équipes.
| Équipes                                                                | Conférences | Entraîneurs          | Stats. saison rég. | Classements avant le bowl | Classements avant le bowl | Classements avant le bowl |
| ---------------------------------------------------------------------- | ----------- | -------------------- | ------------------ | ------------------------- | ------------------------- | ------------------------- |
| Équipes                                                                | Conférences | Entraîneurs          | Stats. saison rég. | CFP                       | AP                        | Coaches                   |
| Ducks de l'Oregon                                                      | Pac-12      | Mario Cristobal (en) | 4 - 2              | no 25                     | no 25                     | NC                        |
| Cyclones d'Iowa State                                                  | B12         | Matt Campbell        | 8 - 3              | no 10                     | no 12                     | no 12                     |
| - Équipe donnée favorite par les bookmakers : Iowa State par 4½ points |             |                      |                    |                           |                           |                           |

### Ducks de l'Oregon
Avec un bilan global en saison régulière de 4 victoires et 2 défaites (3-2 en matchs de conférence), Oregon accepte le 20 décembre 2020 l'invitation émanant du comité du College Football Playoff pour participer au Fiesta Bowl de 2021.
Ils terminent 3e de la North Division de la Pacific-12 Conference derrière Washington et Stanford.
Ils gagnent ensuite la finale de conférence jouée contre USC sur le score de 31 à 24 (Washington et Stanford ayant annulé leur participation à la suite de la pandémie de Covid-19).
À l'issue de la saison 2020 (bowl non compris), ils seront classés # 25 aux classements du CFP et de l'AP et n'apparaissent pas dans celui du Coaches.

C'est leur 3e participation au Fiesta Bowl :
| Saisons | Dates            | Vainqueurs | Scores  | Finalistes      | Bilan     |
| ------- | ---------------- | ---------- | ------- | --------------- | --------- |
| 2001    | 1er janvier 2002 | #2 Oregon  | 38 - 16 | #3 Colorado     | V : 1 - 0 |
| 2012    | 3 janvier 2013   | #5 Oregon  | 35 - 17 | #7 Kansas State | V : 2 - 0 |

### Cyclones d'Iowa State
Avec un bilan global en saison régulière de 8 victoires et 2 défaites (8-1 en matchs de conférence), Iowa State accepte le 20 décembre 2020 l'invitation émanant du comité du College Football Playoff pour participer au Fiesta Bowl de 2021.
Ils terminent 1er de la Big 12 Conference mais perdent ensuite la finale de conférence jouée contre les Sooners de l'Oklahoma sur le score de 27 à 21.
À l'issue de la saison 2020 (bowl non compris), ils seront classés no 10 au classement du CFP et no 12 aux classements de l'AP et de Coaches.
C'est leur première apparition au Fiesta Bowl.

## Résumé du match
Début du match à 14 h 100 locales, fin à 17 h 32 locales pour une durée totale de jeu de 3 h 22 min.
Températures de 16 °C, vent très faible, ciel peu nuageux.
| QT            | Temps         | Drive         | Drive         | Drive         | Équipe        | Description de l'action                                                                                      | Score | Score |
| ------------- | ------------- | ------------- | ------------- | ------------- | ------------- | --- | ----- | ----- |
| QT            | Temps         | Jeux          | Yards         | TDP           | Équipe        | Description de l'action                                                                                      | ORE   | ISU   |
| 1             | 07:24         | 15            | 75            | 07:36         | ISU           | TD à la suite d'une course de 1 yard par RB Breece Hall (+ 1 pt de conversion par K Connor Assalley)         | 0     | 7     |
| 1             | 04:14         | 7             | 73            | 03:10         | ORE           | TD à la suite d'une course de 6 yards par QB Anthony Brown (+ 1 pt de conversion par K Henry Katleman)       | 7     | 7     |
|               |               |               |               |               |               | |       |       |
| 2             | 10:58         | 14            | 69            | 08:09         | ISU           | TD de 14 yards par TE Charlie Kolar sur passe de QB Brock Purdy (+ 1 pt de conversion par K Connor Assalley) | 7     | 14    |
| 2             | 03:17         | 9             | 98            | 03:21         | ORE           | TD à la suite d'une course de 16 yards par QB Anthony Brown (+ 1 pt de conversion par K Henry Katleman       | 14    | 14    |
| 2             | 01:44         | 6             | 75            | 01:33         | ISU           | TD à la suite d'une course de 1 yard par QB Brock Purdy (+ 1 pt de conversion par K Connor Assalley)         | 14    | 21    |
| 2             | 01:27         | 3             | 27            | 00:17         | ISU           | TD à la suite d'une course de 1 yard par RB Breece Hall (+ 1 pt de conversion par K Connor Assalley)         | 14    | 28    |
| 2             | 00:13         | 8             | 48            | 01:10         | ORE           | FG de 47 yards par K Henry Katleman                                                                          | 17    | 28    |
|               |               |               |               |               |               | |       |       |
| 3             | 06:30         | 4             | -2            | 01:33         | ISU           | FG de 33 yards par K Connor Assalley                                                                         | 17    | 31    |
|               |               |               |               |               |               | |       |       |
| 4             | 06:11         | 13            | 55            | 07:57         | ISU           | FG de 39 yards par K Connor Assalley                                                                         | 17    | 34    |
| Score final : | Score final : | Score final : | Score final : | Score final : | Score final : | Score final :                                                                                                | 17    | 34    |

## Statistiques
| Systèmes | Noms         | Postes | Équipe     |
| -------- | ------------ | ------ | ---------- |
| Attaque  | Brock Purdy  | QB     | Iowa State |
| Défense  | O'Rien Vance | LB     | Iowa State |

| Statistiques                           | Ducks de l'Oregon                                      | Cyclones d'Iowa State                                   |
| -------------------------------------- | ------------------------------------------------------ | ------------------------------------------------------- |
| 1er down                               | 17                                                     | 25                                                      |
| Conversion de 3e down                  | 0/6                                                    | 11/19                                                   |
| Conversion de 4e down                  | 0/1                                                    | 2/3                                                     |
| Jeux–yards                             | 46 jeux pour 312 yards                                 | 85 jeux pour 384 yards                                  |
| Yards à la course                      | 18 courses pour 86 yards (moyenne de 4,8 yards/course) | 56 courses pour 228 yards (moyenne de 4,1 yards/course) |
| Yards à la passe                       | 226                                                    | 156                                                     |
| Passes : Réussies-Tentées-Interceptées | 19/28 passes complétées, 1 interception                | 20/29 passes complétées, 0 interception                 |
| Réussite en zone rouge/chances         | 2/2                                                    | 5/6                                                     |
| TD                                     | 2                                                      | 4                                                       |
| Field Goals                            | 1/1                                                    | 2/2                                                     |
| Sacks (Nombre-Yards)                   | 1 pour 3 yards adverses perdus                         | 1 pour 1 yard adverse perdu                             |
| Fumbles (Nombre/Perdus)                | 3/3                                                    | 0/0                                                     |
| Pénalités (Nombre/Yards perdus)        | 3 pour 30 yards perdus                                 | 4 pour 20 yards perdus                                  |
| Temps de possession                    | 17:12                                                  | 43:48                                                   |

| Ducks de l'Oregon     |                    |                                                                                               |
| Quarterback           | Anthony Brown      | 12/19 passes complétées, 147 yards, 0 interception, 0 TD, 0 sack subi, évaluation QB de 128,1 |
| Meilleur coureur      | Travis Dye         | 8 courses pour 52 yards nets gagnés, 0 TD, moyenne de 6,5 yards/course                        |
| Meilleur receveur     | Johnny Johnson III | 4/4 réceptions pour 41 yards gagnés, 0 TD                                                     |
| Meilleur tacleur      | Pickett Nick       | 8 tacles dont 6 en solo                                                                       |
| Cyclones d'Iowa State |                    |                                                                                               |
| Quarterback           | Brock Purdy        | 20/29 passes complétées, 156 yards, 0 interception, 1 TD, 1 sack subi, évaluation QB de 125,5 |
| Meilleur coureur      | Breece Hall        | 34 courses pour 136 yards nets gagnés, 2 TDs, moyenne de 4 yards/course                       |
| Meilleur receveur     | Charlie Kolar      | 5/6 réceptions pour 53 yards gagnés, 1 TD                                                     |
| Meilleur tacleur      | Young Datrone      | 7 tacles dont 5 en solo                                                                       |